# Baudinella baudinensis
Baudinella baudinensis é uma espécie de gastrópode  da família Camaenidae.
É endémica da Austrália.